# Zapallar (Chile)
Zapallar ist eine touristisch bedeutsame Kleinstadt mit ca. 2500 Einwohnern und eine Gemeinde (municipalitad) mit ca. 8500 Einwohnern in der Provinz Petorca in der Región de Valparaíso in Chile. Während das Stadtgebiet nur knapp 10 km² umfasst, erstreckt sich das Gemeindegebiet sich über eine Fläche von 288 km².

## Lage und Klima
Der Ort Zapallar liegt ca. 65 km (Fahrtstrecke) nördlich der Großstadt Valparaiso bzw. ca. 165 km nordwestlich von Santiago de Chile an der Pazifikküste in einer Höhe von ca. 20–50 m. Das Klima ist neblig, aber meist gemäßigt; die Durchschnittstemperaturen liegen bei 17 °C im Sommer und ca. 25 °C in Winter. Der jährliche Niederschlag liegt bei ca. 300 mm.

## Orte
Die Gemeinde besteht neben der Stadt Zapallar aus folgenden Orten:
| - Cachagua - La Laguna - Blanquillo - Catapilco | - La Hacienda - Aguas Claras - Beranda - Cantagua | - Costa Cachagua - Pinares - Arenas de Cachagua - Fundo Zapallar - Zapallar Norte |

## Bevölkerung
| Jahr      | 1992 | 2002 | 2017 |
| Einwohner | 2240 | 2669 | 2735 |

Der Ort ist überwiegend von wohlhabenden chilenischen Familien bewohnt, deren Dienerschaft meist im Hinterland lebt. Viele Villen werden auch als Ferienhäuser genutzt.

## Wirtschaft
Während das Hinterland in hohem Maße landwirtschaftlich geprägt ist, hat sich das Küstengebiet nahezu ausschließlich touristisch entwickelt.

## Geschichte
Für die Dienste von Francisco Hernández de Herrera in den Eroberungskriegen gewährte die spanische Krone im Jahre 1599 eine Landzuteilung ,it Namen Hacienda de Catapilco. Im Jahr 1846 erwarb Francisco Javier Ovalle Errázuriz das Catapilco-Anwesen; es entspricht fast genau der heutigen Gemeinde Zapallar. Am 26. November 1866 fand vor der Küste von Zapallar das Papudo-Seegefecht statt. Olegario Ovalle gründete den Kurort Zapallar im Jahr 1892. Durch ein Erdbeben (terremoto) am 16. August 1906 wurde der größte Teil der Gebäude zerstört oder schwer beschädigt. Im Jahr 1916 wurde Zapallar von La Ligua unabhängig und eine eigenständige Gemeinde.

## Sehenswürdigkeiten
Die meisten Häuser des Ortes sind in unterschiedlichen europäischen Stilformen errichtet.

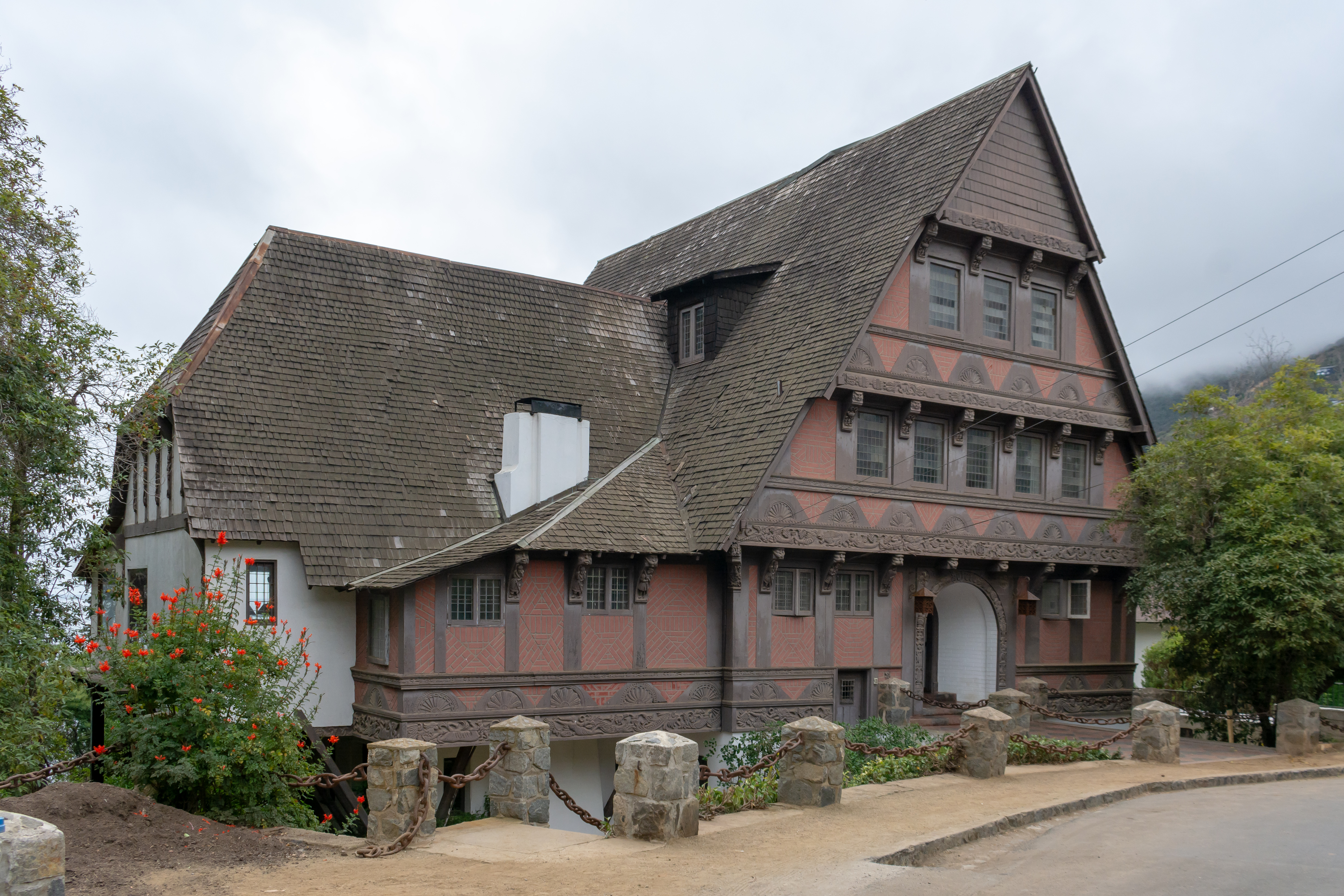
Casa Baviera
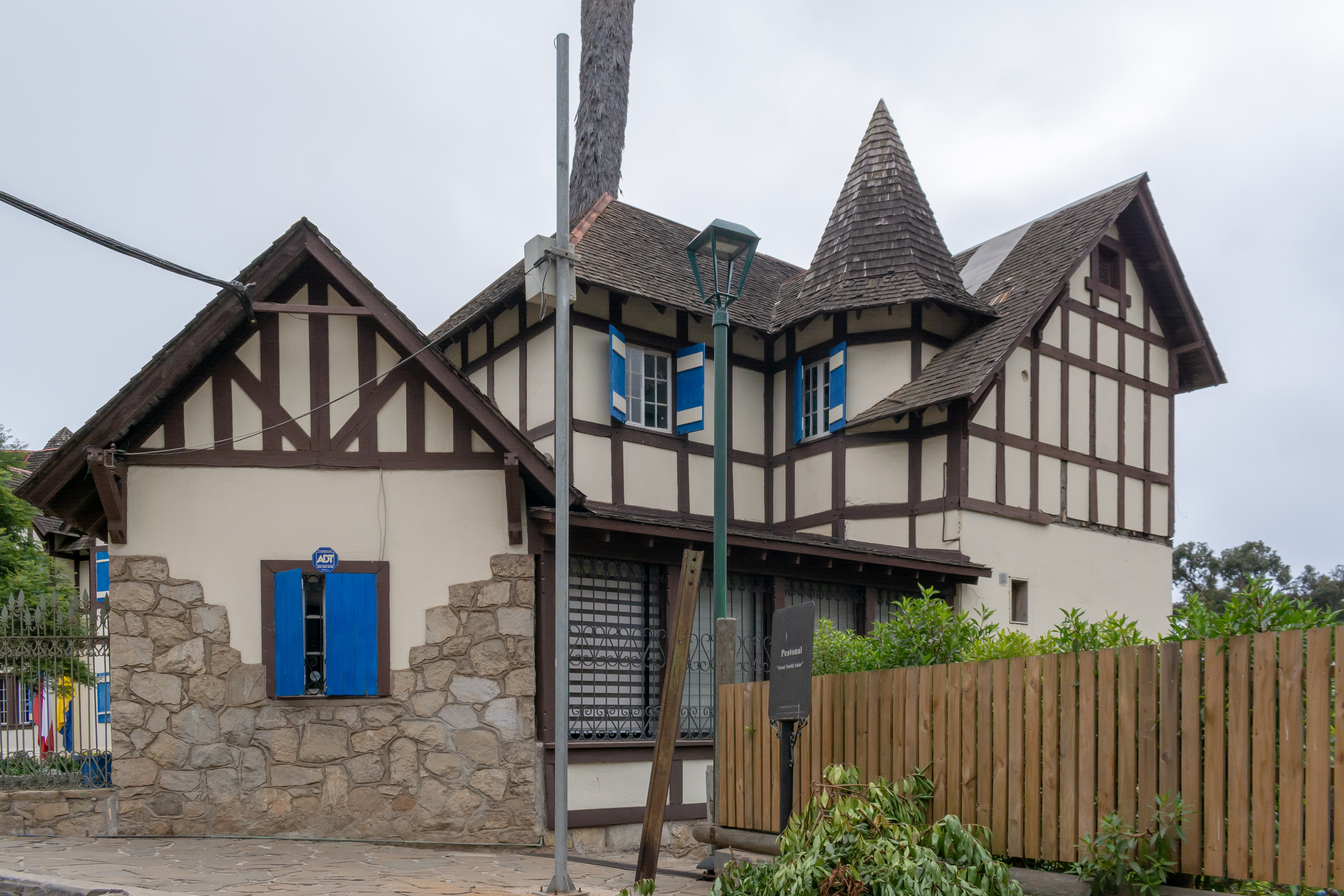
Casona Aldunate del Solar
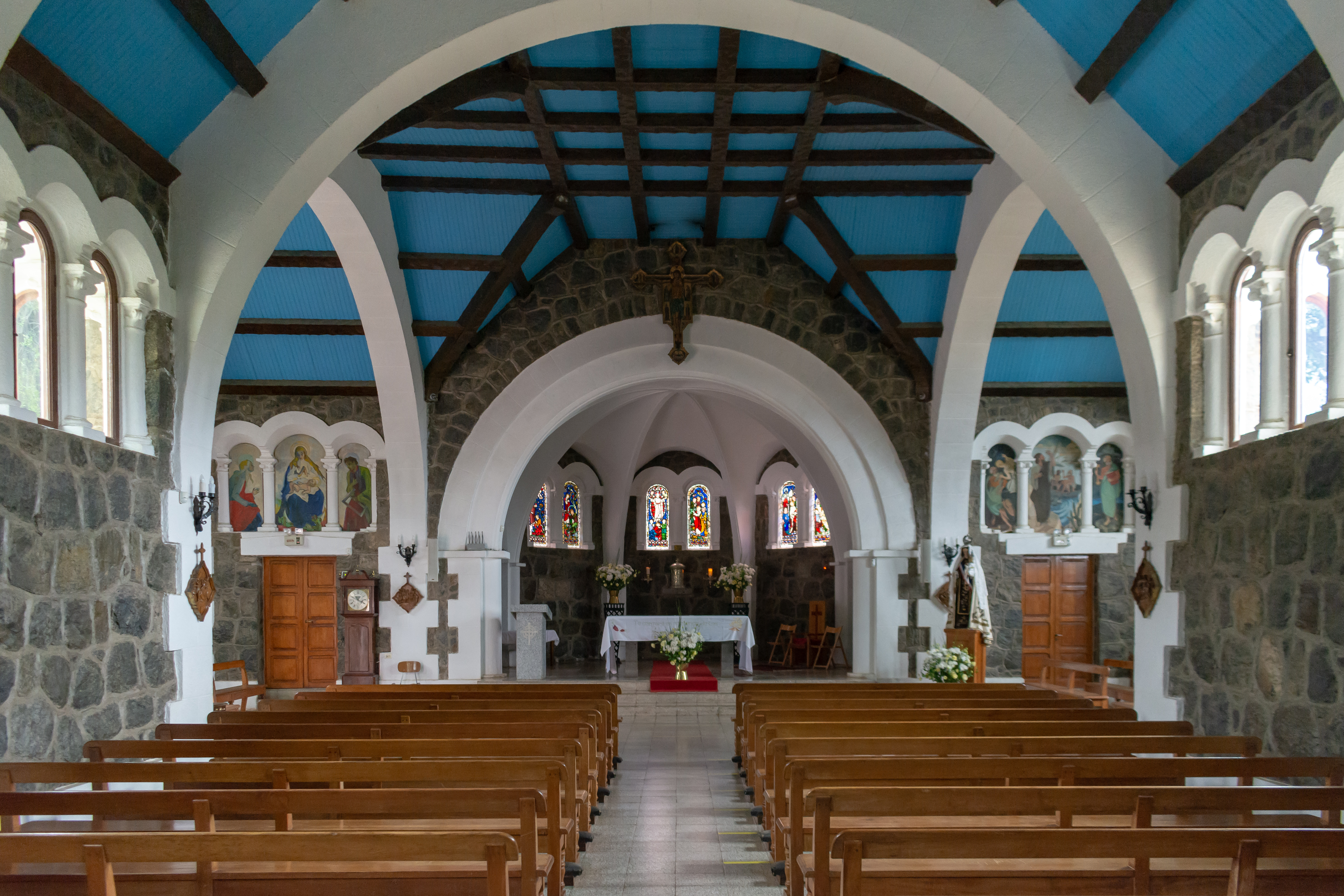
Iglesia de Santa Teresa de Jesús
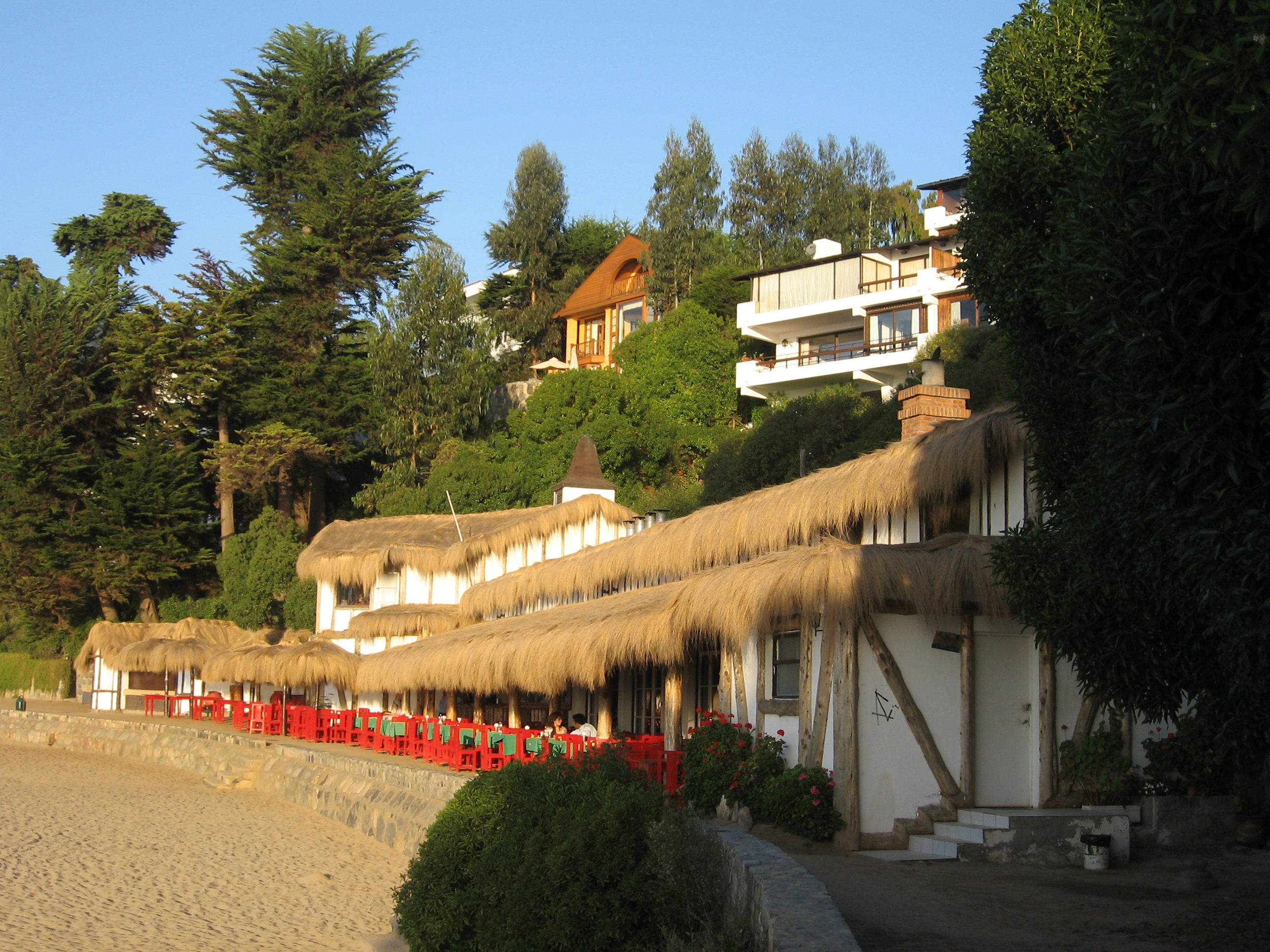
Strandrestaurant